# Joseph-François de Cadenet de Charleval
Joseph-François de Cadenet de Charleval (* 6. März 1710 in Aix-en-Provence; † 22. Januar 1759 in Agde) war von 1740 bis 1759 Bischof der untergegangenen südfranzösischen Diözese Agde.

## Leben
Joseph-François de Cadenet-Charleval stammte aus einer provencalischen Beamtenfamilie. Sein Vater François de Cadenet, Herr von Charleval, Tamarlet und Aiguebelle, war Rat am obersten Gerichtshof (Parlement) der Provence in Aix; seine Mutter Catherine de Gueidan war eine Tochter des Präsidenten des Rechnungshofes Pierre de Gueidan. Ihr Bruder Gaspard de Gueidan wurde 1740 Gerichtspräsident (Président à mortier).
Joseph-François wurde 1734 geistlicher Rat am Parlement und Generalvikar des Erzbischofs von Aix, Jean-Baptiste de Brancas. 1738 erhielt er die Abtei Saint-Michel-de-Pessan im Bistum Auch in Kommende und wurde am 12. Juni 1740, als Nachfolger des im Mai verstorbenen Bischofs La Châtre, von König Ludwig XV. zum Bischof von Agde ernannt. Im ersten Konsistorum Papst Benedikts XIV. am 4. September 1740 präkonisiert, erhielt er am 8. November seine Ernennungsurkunde und am 22. (Jean) oder 27. (Fisquet) November 1740 durch Erzbischof Brancas in der Kathedrale von Aix-en-Provence die Bischofsweihe. Am 19. Dezember 1740 legte er in Paris den Treueid vor dem König ab.
In seiner Diözese machte sich Bischof Charleval mit Eifer daran, die unter seinem Vorgänger aufgekommenen Spuren des als häretisch verurteilten Jansenismus zu tilgen. Im Jubiläumsjahr 1745 erklärte er öffentlich die Unterwerfung der Diözese unter die päpstliche Bulle Unigenitus von 1713. 1749 holte er die christlichen Schulbrüder in seine Diözese, die am 1. Januar 1750 eine Schule eröffneten. 1756 ließ der Bischof eine Seidenmanufaktur in Agde eröffnen.
Mgr Charleval starb am 22. Januar 1759 und wurde im Chorraum der Kathedrale St. Etienne beigesetzt, im Grab seines Vorgängers Feuquières.